# Region Północno-Zachodni (Ghana)
Region Północno-Zachodni (ang. Upper West Region) – region Ghany zlokalizowany w północno-zachodnim rogu kraju. Graniczy od północy z Burkina Faso. Stolicą i największym miastem regionu jest Wa. Inne większe miasta to Nandom, Daffiema, Jirapa, Kaleo, Nadowli, Lawra i Tumu.

## Ludność i religie
Najważniejszymi grupami etnicznymi są Dagara, Sisaala i Wala. Dagara mieszkają w zachodniej części regionu, Sisaala na obszarach wschodnich, a Wala mieszkają w mieście Wa i kilku pobliskich wsiach. Sisaala i Dagara to przeważnie chrześcijanie i animiści, podczas gdy większość Wala to muzułmanie. Wa jest największym mahometańskim miastem w Ghanie. Waali, język ludu Wala i język Dagaare, którym mówią Dagara są obustronnie zrozumiałe.
Według spisu w 2021 roku, 77,7% mieszkańców tworzą plemiona Mole-Dagbani i 18,3% to Grusi. Pod względem religijnym największą grupą są muzułmanie (45,2%), następnie katolicy (33,8%), protestanci (9,4%), tradycyjne religie plemienne (6,2%) i pozostali chrześcijanie (2,9%). Niewielka część populacji wyznaje inne religie (2,2%) i deklaruje brak religii (0,42%).

## Ekonomia
Ważną działalnością gospodarczą regionu jest rolnictwo. Uprawia się tu kukurydzę, proso, orzeszki ziemne, okrę i ryż. Owce, kozy, kurczęta, świnie i perliczki są hodowane dla mięsa i jajek. Ponieważ region jest biedny, a pora sucha jest długa, mniej więcej od października do maja, wielu ludzi opuszcza ten obszar by pracować w południowej części Ghany, przynajmniej przez jakąś część roku.

## Kultura
Cechą wyróżniającą kulturę regionu jest warzenie pito, słodkiego, łagodnego napoju alkoholowego uzyskanego z prosa. Pito jest sprzedawany przez piwowarów w barach na świeżym powietrzu i podawany w kalabasach.
W skład Regionu Upper West wchodzi 11 dystryktów:
- Dystrykt Daffiama-Bussie-Issa
- Okręg miejski Jirapa
- Dystrykt Lambussie-Karni
- Okręg miejski Lawra
- Dystrykt Nadowli-Kaleo
- Okręg miejski Nandom
- Okręg miejski Sissala East
- Dystrykt Sissala West
- Dystrykt Wa East
- Okręg miejski Wa
- Dystrykt Wa West.